# Samostrel
Samostrel ili samostrijel je hladno oružje s tetivom, namijenjeno borbi, sportu i lovu. Sastoji se od drvenog ili metalnog dijela s rukohvatom i mehanizmom te luka iz kojeg se ispaljuju strijele. Funkcionira tako što mehanizam samostrela zateže luk koji otpuštanjem okidača na mehanizmu daje strelici energiju prilikom ispaljenja. Za punjenje samostrel koristi strelice s raznim vrhovima. Dok su prije postojale samo metalne oštre strelice, one sada imaju stožasti oblik s eksplozivnim ili zapaljivim punjenjem. Glavna karakteristika samostrela je da su to bešumna oružja s velikom probojnošću zbog vrlo široke lepeze zateznog luka (tetive).

### Povijest i danas
U početku je luk samostrela bio izrađen od drvenih obloga, a danas su ga zamijenili moderniji materijali kao što su metalne legure koje imaju veliku žilavost i elastičnost. Prvi samostreli pojavili su se među plemenima nomada i lovaca-skupljača jugoistočne Azije gdje su služili za lov i rat. Nakon njih samostrele su koristili Kinezi te stari Grci prilikom vođenja ratova. Igrali su značajnu ulogu u ratovima u Europi i Aziji tijekom Srednjeg vijeka.
Poznat po upotrebi samostrela je legendarni švicarski narodni junak Wilhelm Tell koji je pogodio jabuku što se nalazila na glavi njegova sina.
U današnje se doba samostreli koriste primarno u sportske svrhe za metno gađanje te za sportski lov. Iz upotrebe ih je pak istisnula pojava vatrenog oružja.
Moderni samostreli imaju takvu probojnost da su izjednačeni s probojnošću Magnuma .357. Na daljinama od 50 metara samostrel udara silinom od 1000kg na 1cm2. To je ujedno i njegov najučinkovitiji domet.
Na samostrel se može postaviti i optički pištoljski ciljnik, iako su na njemu ugrađeni mehanički ciljnici.

U Hrvatskoj vojsci postoji mnogo vrsta samostrela od raznih proizvođača.

## Načini zatezanja
- direktno (ne koristi se mehanička prednost, omjer je 1:1)
  - zatezanje (objema) rukama dok je stock samostrela oslonjen o trup
  - zatezanje (objema) rukama sjedeći ili ležeći sa stopalima na krakovima luka
  - zatezanje (objema) rukama koristeći stirrup (engl. stirrup)
  - zatezanje (jednom) rukom u ravnoj liniji, ali pri čemu ruka ne dodiruje žicu direktno; primjeri su pump action crossbow i AR-6 Stinger 2 Compact
  - pomoću remena za zatezanje i stirrupa (engl. spanning belt; belt and hook spanning)
- indirektno (koristi se mehanička prednost) 
  - pomoću remena s valjkom (ili 2 paralelne koloture)  i stirrupa - pretvara se u koloturu tijekom zatezanja (engl. doubler belt; belt and (doubler) pulley spanning), omjer je 2:1
  - zatezanje vitlom (engl. windlass) - koristi sustav kolotura; mehanička prednost ovisi o broju kolotura i duljini poluga
  - ? (engl. cranequin)
  - zatezanje ugrađenim vijkom (engl. screw jack/ screw spanning) - korišten kod tzv. balestrino/ atentatorskih samostrela
  - pomoću poluge (engl. lever-action spanning)
    - ? (engl. pull-lever) ili ? (engl. push-lever)
      - poluga "kozje stopalo" (engl. goat's foot lever) - zbog zakrivljenosti poluge mehanička prednost se kontinuirano mijenja, ali moguće je izračunati prosječnu mehaničku prednost
      - ? (engl. gaffe lever, njem. wippe), primjer je Schnepper crossbow
      - integrirana poluga (engl.  lever-action spanning mechanism)
        - ? (engl. pivoting arm/stock lever); primjeri su Cobra System MX pistol crossbow i Barnett Commando
        - ? (engl. underlever cocking system/lever); primjeri su EK Archery RX Adder i Da Vincijev balestra veloce
        - ? ; primjeri su starokineski chu-ko-nu i europski latchet crossbow
        - ? (engl. sidelever cocking system/lever); primjer je ukrajinski Strelec

  - ? (engl. standalone rope cocker/ crossbow cocking rope)
  - ? (engl. stock-integrated rope cocker)
  - ? (engl. stock-integrated crank cocker)
  - ? (engl. nonintegrated (stock) crank cocker)
  - ? (engl. steambow) - zateže se komprimiranim zrakom ili CO2

## Vrste
prema stvaranju energije
- ? (engl. torsion (based) crossbow)
- ? (engl. flexion (based)/ limb powered crossbow)
- samostrel koji koristi spiralnu rastežuću oprugu/e; primjer je flipper crossbow
- hibridi samostrela i praćke (engl. slingshot/crossbow hybrids)
  - OSS samostreli (Big Joe 5 samostrel, William Tell samostrel...)

prema ?
- složeni samostrel (engl. compound crossbow)
- zakrivljeni samostrel (engl. recurve crossbow)
- ? (engl. limbless crossbow)
- ? (engl. conventional-draw/ forward-draw crossbow)
- ? (engl. reverse-draw (limbs) crossbow)
- ? (engl. vertical crossbow)
- ? (engl. repeating/ automatic crossbow)
- ? (engl. rapid fire crossbow)
- ? (engl. self-spanning/ self-cocking crossbow)
  - ? (engl. lever-action crossbows)  - imaju ugrađenu polugu za zatezanje
    - ? (engl. latchet crossbow/ "latch")
    - ? (tal. balestra veloce) - Da Vincijev samostrel iz Codex Atlanticusa
    - Martin Löffelholzov samostrel iz Codex Löffelholza
    - samostreli njujorškog Metropolitan Museum of Art i bečkog Kunsthistorisches Museum[1][2]

  - balestrino/ atentatorski samostrel (engl. balestrino crossbow/ assassins crossbow)
- ? (engl. pump action crossbow)
- ? (engl. lockbow)
  - ? (engl. Skåne lockbow)
- ratni/ vojni samostrel
- lovački samostrel
- ? (engl. pistol crossbow)
- ? (engl. rifle crossbow)
- ? (engl. schnepper crossbow)
- ? (grč. gastraphetes, engl. belly-bow, belly shooter)[3]
- ? (engl. pelletbow/ "stonebow"/ "ballester")
- ? (engl. slurbow)
- skakavac (fra. sauterelle) - francuski samostrel kojem su municija bombe
- arbalest/ arblast
- arcuballista
- scorpio
- manuballista
- wallarmbrust
- opsadni samostrel (engl. siege/ artillery crossbow)
  - polybolos
  - ballista, Da Vincijev ballista, oxybeles
- ? (engl. multi-bolt/ multi-shot crossbow)
  - varijanta koja jednim zatezanjem ispaljuje više strijela odjednom
  - varijanta koja omogućuje zatezanje više strijela odjednom i njihovo nezavisno ispaljivanje
- ? (engl. multi-bow crossbow) - ima dva ili tri luka umjesto uobičajenog jednog pri čemu su lukovi orijentirani vertikalno na putanju strijele
  - twinbow samostrel je varijanta kod koje su lukovi orijentirani paralelno na putanju strijele
- ? (engl. repeating multi-shot crossbow); primjer su kasnije modifikacije starokineskog Chu-ko-nu
- samostrel se koristi u nekim varijantama luk (i strijela) zamke (engl. bow (and arrow) trap)